# Colbert Hills
Die Colbert Hills sind eine Reihe von Hügeln einschließlich des Coalsack Bluff in der antarktischen Ross Dependency. Sie ragen östlich des Lewis-Kliff zwischen dem Law-Gletscher und dem Walcott-Firnfeld auf und erstrecken sich ausgehend vom Mount Sirius über eine Länge von 26 km in südwestlicher Richtung.
Namensgeber der Hügelgruppe ist der US-amerikanische Paläontologe Edwin Harris Colbert (1905–2001), der als Leiter der Forschungsreise der Ohio State University zwischen 1969 und 1970 an der Entdeckung eines Fossils der Sauriergattung Lystrosaurus am Coalsack Bluff beteiligt war.